# Can Palomeres
Can Palomeres és una masia del municipi de Malgrat de Mar (Maresme) inclosa en l'Inventari del Patrimoni Arquitectònic Català. Situada Propera a l'antic camí ral (actual carretera) es troben les restes enrunades d'aquesta important masia, molt reformada i ampliada cap al segle xvii. D'aquesta època és la imposant garita defensiva i les finestres que encara es conserven, emmarcades amb pedra.

## Descripció
Can Palomeres o Can Plumeres és una casa de pagès documentada des de 1288, encara que l'edifici actual, pels elements de la façana i per l'estructura, correspon a èpoques més modernes, els segles XVII o XVIII. Per la situació i per les restes fortificades que aprofiten el desnivell del terreny, Can Plumeres devia ser una casa d'estratègia militar important, on no hi manca una garita a l'angle en un dels extrems del pis superior. Aquesta de forma circular i tres suports de pedra disposats fent angle de 45 graus. Cal destacar la manca d'obertures a l'exterior i la cúpula pròpia d'aquests elements defensius. Pel material amb què queda recoberta aquesta garita, probablement en els darrers anys degué fer la funció de cisterna o dipòsit d'aigua.
El casal és d'un cos amb teulada perpendicular a dues bandes. La distribució interior es resol de forma paral·lela a un ampli rebedor, al qual s'accedeix per una porta dovellada. Només resten les parets mestres.

## Jaciment arqueològic
Es tracta d'un jaciment iberoromà documentat a partir de la troballa d'una gerra de ceràmica ibèrica i altres fragments ceràmics. S'han documentat diferents fragments de ceràmica, entre aquests, una vora de terra sigil·lada Itàlica (tipus Ettlinger 31), que cronològicament es pot situar entre l'1 i el 30 dC. També es varen documentar diferents fragments d'àmfora tarraconense i restes de tègules. No es pot precisar amb exactitud la procedència d'aquest materials. Cronològicament, es poden situar aquestes treballes entre el 100 aC i el 50 dC. No es pot establir cap model d'ocupació d'aquest espai; però, segurament, es pot tractar de l'existència per aquest entorn d'un possible camp de sitges.